# Egloshayle
Egloshayle – wieś w Anglii, w Kornwalii. Leży 68 km na północny wschód od miasta Penzance i 347 km na zachód od Londynu. W 2001 miejscowość liczyła 371 mieszkańców.